# 威利斯顿 (南卡罗来纳州)
威利斯顿（英文：Williston），是美国南卡罗来纳州下属的一座城市。城市类型是“Town”。其面积大约为9.02平方英里（23.35平方公里）。根据2010年美国人口普查，该市有人口3,139人，人口密度约为每平方 英里348.16人（约合每平方公里134.43人）。